# Landskapsväg

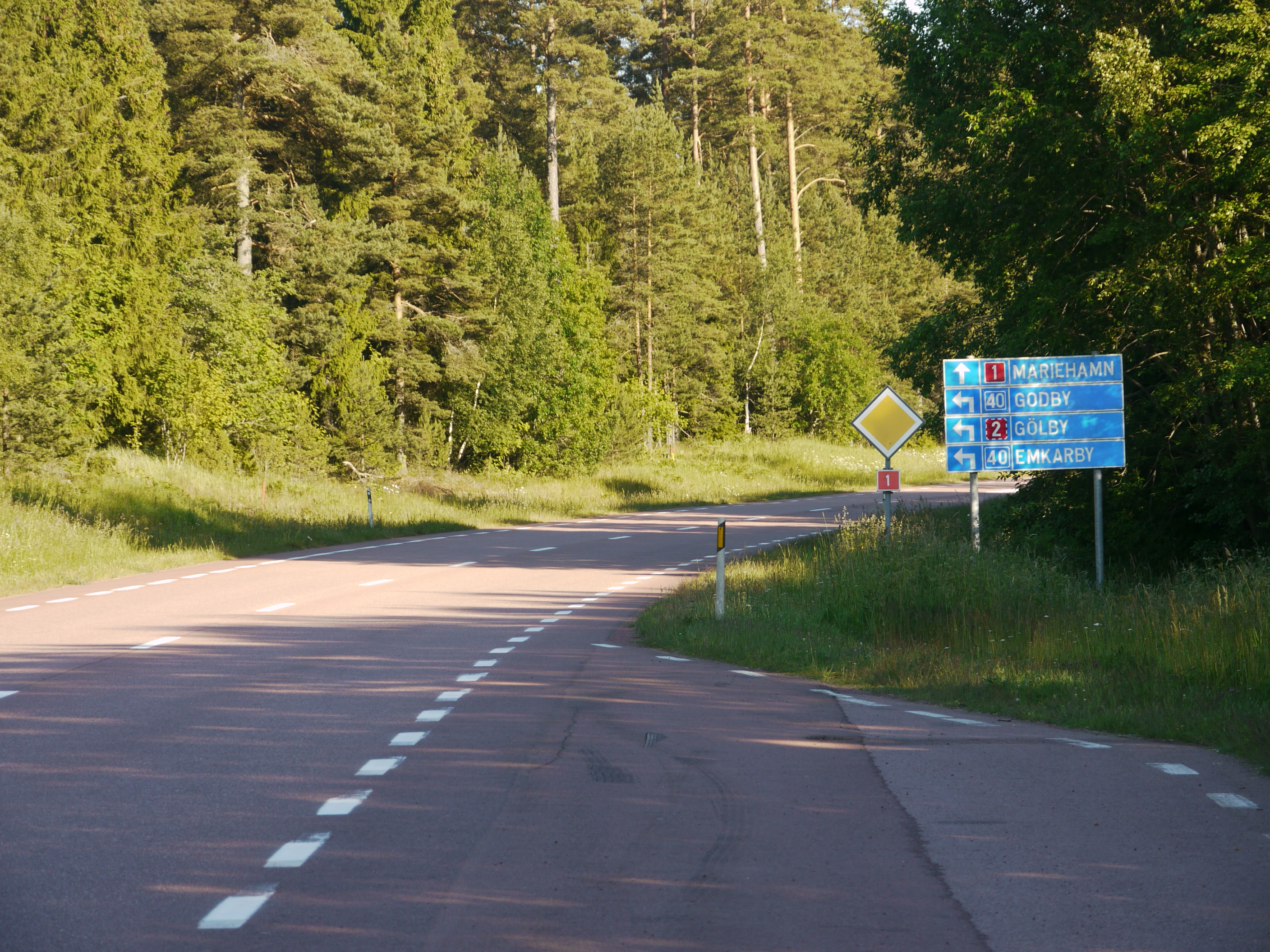
Huvudväg 1: Eckerö-Mariehamn

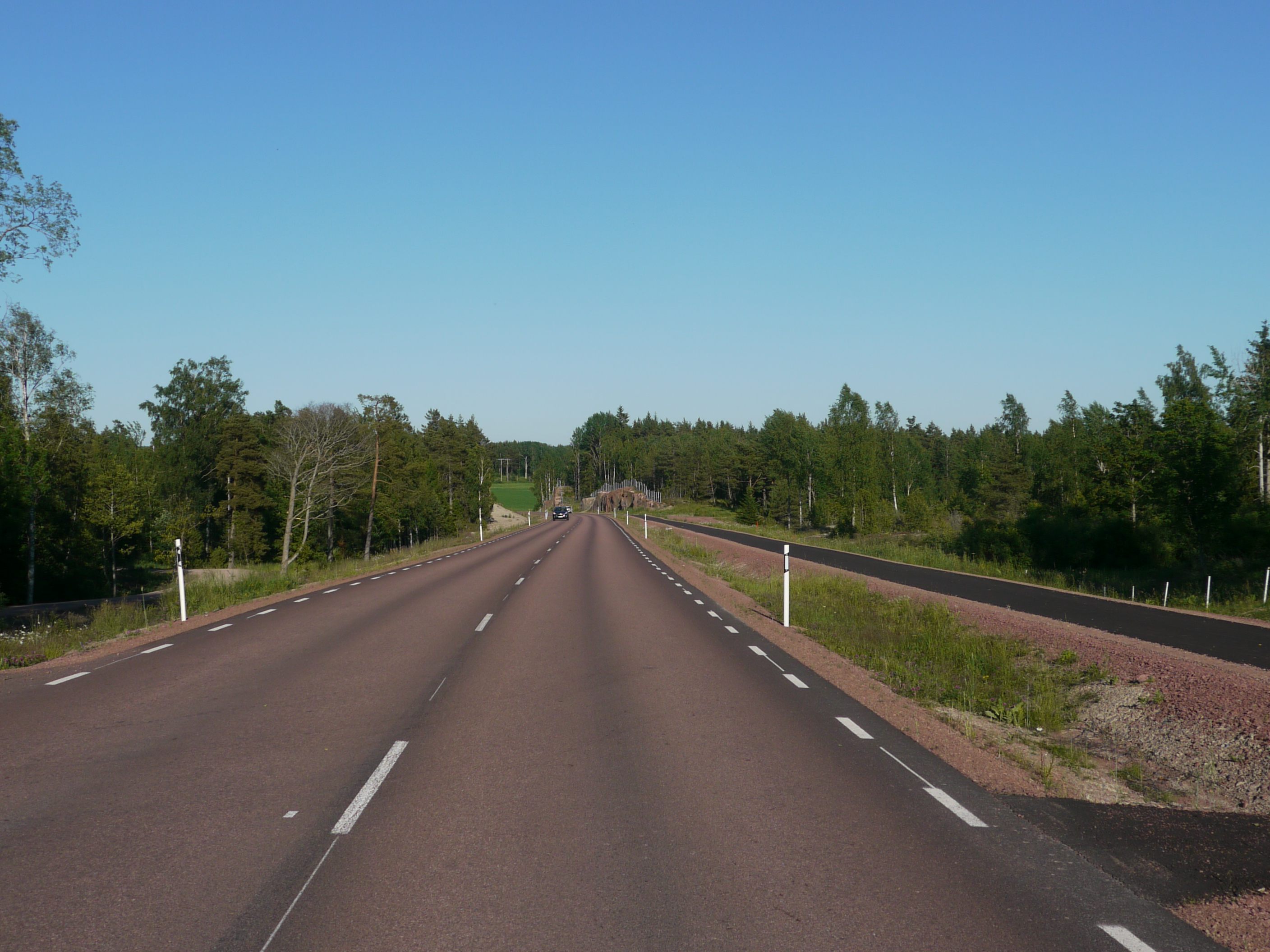
Väg 40

Landskapsväg är på Åland en allmän väg som tillhör Landskapet Åland. Förutom landskapsvägar finns kommunala och enskilda vägar. Landskapsvägarna indelas i landsvägar och bygdevägar. I Vägmärkesförordningen indelas de dessutom i huvudvägar och andra allmänna vägar. Deras totala längd är 640 km.
Landskapsregeringens trafikavdelning ansvarar för byggande och underhåll av landskapsvägar. Vägarna tillhör enligt självstyrelselagen det självstyrda Ålands område och vägnätet är således skilt från vägnätet i övriga Finland.
Vissa landskapsvägar har vägnummerskyltar, med samma utseende som i övriga Finland. På huvudvägar är skylten röd med vit ram och vita siffror, och på andra vägar är skylten blå med vit ram och vita siffror. Det gäller följande vägar:
- Huvudväg 1 Mariehamn - Berghamn (Eckerö)
- Huvudväg 2 Mariehamn - Prästö nya färjfäste (Sund)
- Huvudväg 3 Mariehamn - Långnäs hamn (Lumparland)
- Huvudväg 4 Godby (Finström) - Geta
- Väg 40 Näfsby - Björsbyåkern
- Väg 50 Brustada vägskäl - Kvarnbo - Haraldsby.